# Павло Джуль
Павло Джуль (14 жовтня 1921, c. Мильне, Тернопільщина — 2 листопада 2015, Детройт, Мічиган, США) — вчений, громадський діяч, лікар отоларинголог, доцент Державного університету Вейну, Doctor Honoris Causa Одеського національного медичного університету та Львівського національного медичного університету імені Данила Галицького, член Американської колегії хірургів, дійсний член Американської академії оториноларингології, Американської медичної асоціації, Української медичної асоціації Північної Америки та інших. Президент СФУЛТ (1992—2000), Почесний президент і президент Американсько-української медичної фундації (АУМФ), (від 2000). Дійсний член НТШ (1990). Редактор медичних статей у «Encyclopedia of Ukraine» Торонто, Канада (1998—2003), головний редактор часопису «Лікарський вісник» (1967-99). Редактор українського видання ілюстрованого медичного словника Дорланда та член редакційної комісії українського видання атласу анатомії людини Неттера. Кавалер ордена «За заслуги» II ступеня (2001) та папської медалі «Pro Ecclesia et Pontifice».

## Життєпис
Павло Джуль народився 14 жовтня 1921 року в свідомій селянській родині у селі Мильне тепер  Тернопільського району на Тернопільщині. Закінчив народну школу у с. Мильне і м. Залізці. Навчався в Тернопільській гімназії, медичні студії розпочав у Львові (1942-43). Продовжував навчання в Австрії на медичному факультеті Грацького університету (1944—1945), а закінчив студії у м. Інсбруку у 1948 році, де в 27 років отримав диплом лікаря.
У 1949 році його родина виїхала до США, де у 1952 році він розпочав медичну практику у штатах Іллінойс та Мічиган. У Детройті, закінчив однорічну інтернатуру і нострифікував диплом. Тоді розпочав медичну практику. Протягом 1951—1956 працював сімейним лікарем у м. Детройт. Після трирічної спеціалізації склав іспити з отоларингології у Вейнському університеті (1957—1960). Починаючи з 1960 року, працював у цьому ж університеті викладачем (1960—1962), асистентом (1962—1974), асоційованим професором (1974—1990) кафедри оториноларингології і за сумісництвом керівником приватної оториноларингологічної клініки в Детройті. Напрями його наукових досліджень: відновлювальна хірургія середнього вуха; онкологічні аспекти оториноларингології; медична етика та освіта; історія української медицини та українська медична термінологія.
Вчений активно займався громадською роботою. Був президентом Світової федерації українських лікарських товариств (СФУЛТ), президентом Мічиганського та Детройтського отоларингологічного товариств. А також членом Редакційної колегії ювілейного збірника «25-ліття УЛТПА», головним редактором збірника «Матеріали до історії української медицини» (1988, т. 2), ювілейного збірника з нагоди 40-ліття УЛТПА (1990), головним редактором «Пропам'ятної книги святкування 1000-ліття хрещення Руси-України в Детройті», членом редакційної колегії «Лікарського збірника», присвяченого 100-літтю УЛТ (2010).
Упродовж 30 років Павло Джуль виконував обов'язки головного редактора часопису «Лікарський вісник» (1966—1999), відредагував 91 число цього видання. «Лікарський вісник» протягом 40 років минулого століття був єдиним джерелом вільної думки українських лікарів. Уже сама його поява на чужині була доказом самостійного існування української лікарської громади.
Павло Джуль був доктором Honoris causa Одеського (1996) та Львівського (1998) медичних університетів.
Протягом десятків років професор Павло Джуль працював над створенням української медичної термінології. Зорганізував переклад і видрук українських словників, очолив Американсько-українську медичну фундацію (АУМФ), яка для української медицини і науки зробила дар, а саме: переклади сімнадцяти медичних підручників, крім того, Англо-український словник медичної термінології, Англо-український медичний словник Дорланда, українсько-англійська версія медичного словника Дорланда, видання «Анатомічного атласу людини» Френка Неттера, Медичної ембріолоґії за Ланґманом.
Для навчальних закладів фонд АУМФ передав 5000 медичних книжок як подарунки українським студентам. Для бібліотек Львова і Києва здійснена передплата медичних часописів, закуплено 75 поліграфічних устаткувань для шкіл в Україні. Під його керівництвом проведено величезну роботу щодо розвитку контактів українських лікарів із світовою лікарською спільнотою. За його активної участі відбулися три Конгреси СФУЛТ — у Харкові (1992), Дніпропетровську (1994) та Одесі (1996). Павло Джуль неодноразово відвідував Україну, зокрема, у видавничих справах.

## Премії та нагороди
Павло Джуль відзначений високою нагородою Папи Римського Івана Павла ІІ — медаллю «Pro Ecclesia et Pontifice».
У 1972—1973 рр. П. Джуль очолював Комітет для влаштування «української кімнати» у Вейнському університету, за що 1973 р. нагороджений грамотою «Українець року».
Головна управа Українського Лікарського Товариства Північної Америки (УЛТПА) відзначила Павла Джуля почесною грамотою (1980), надала йому звання почесного члена УЛТПА (1985), Лікарська комісія Наукового товариства Шевченка у Львові відзначила вченого Почесною грамотою (2010).
Управа Українського лікарського товариства у Львові нагородила Павла Джуля медаллю ім. Мар'яна Панчишина, як одного з найактивніших членів редакційної колегії Лікарської комісії НТШ за внесок у редагування і організацію видруку «Лікарського збірника», присвяченого 100-літтю створення УЛТ та вибрала його почесним членом після відновлення товариства в незалежній Україні.
У 2001 році Павло Джуль був нагороджений орденом «За заслуги» II ступеня.

## Наукові здобутки
Павло Джуль написав 20 наукових статей з медицини, 58 редакційних статей, 185 коротких медичних статей та 125 перекладів наукових статей, які публікувались на сторінках «Лікарського вісника». Він переклав на українську мову більш як 150 статей інших авторів та виголосив понад 30 наукових доповідей на лікарських з'їздах та конгресах. Проф. Павло Джуль спільно з проф. Борисом Зіменковським очолював редакторський колектив капітального українського перекладу Ілюстрованого медичного словника Дорланда, виданого в 2002 році.

### Вибрані праці
- Endocarditis lenta: Diagnostiк und Behanlung (дисертація). — Insbruck, 1948
- Хірургічне лікування глухоти // Лікарський вісник. — Чикаґо, 1962. — Чис. 9
- Хвороба Меньєра // Лікарський вісник. — Чикаґо, 1964. — Чис. 11
- Втрата слуху і методи реабілітації // Лікарський вісник. — Чикаґо, 1989. — Чис. 36
- Лікування отосклерози давніше і тепер // Лікарський вісник. — Чикаґо, 1962. — Чис. 25
- Параліч лицевого нерва // Лікарський вісник. — Чикаґо, 1971. — Чис. 18
- Звукопровідна глухота у дітей шкільного віку // Лікарський вісник. — Чикаґо, 1974. — Чис. 74
- Професійні досягнення українських лікарів у ЗСА і Канаді // Лікарський вісник. — Чикаґо, 1975. — Чис. 77
- Співучасть лікарів у виконанні смертного вироку // Лікарський вісник. — Чикаґо, 1980. — Чис. 99
- Реабілітація лиця // Лікарський вісник. — Чикаґо, 1985. — Чис. 32